# Zadní Doubice
Zadní Doubice (německy Hinterdaubitz) je zaniklá osada, která se nacházela v těsné blízkosti česko-německé státní hranice v okrese Děčín. V roce 1890 zde žilo 26 obyvatel v sedmi domech, v roce 1932 jich zde bylo 37; hlásili se k českým evangelíkům. Po roce 1945 byla osada vysídlena a zanikla. V roce 1950 byly prázdné domy zbořeny, jejich zarostlé pozůstatky jsou v místě dodnes patrné.

## Historie
Osada spadala pod správu obce Doubice. Místní děti však docházely do školy do saského Hinterhermsdorfu, po roce 1918 do Brtníků.
Na území osady stávala vyhlášená restaurace a hotel Český mlýn (Böhmische Mühle). Byla otevřena v roce 1836. Už v 16. století však budova sloužila jako vodní pila, později i jako mlýn na mouku. Za druhé světové války se z něj stala zotavovna pro německé důstojníky. Po vyhnání majitelů začal chátrat, v roce 1950 byl zbourán spolu s ostatními domy Zadní Doubice.

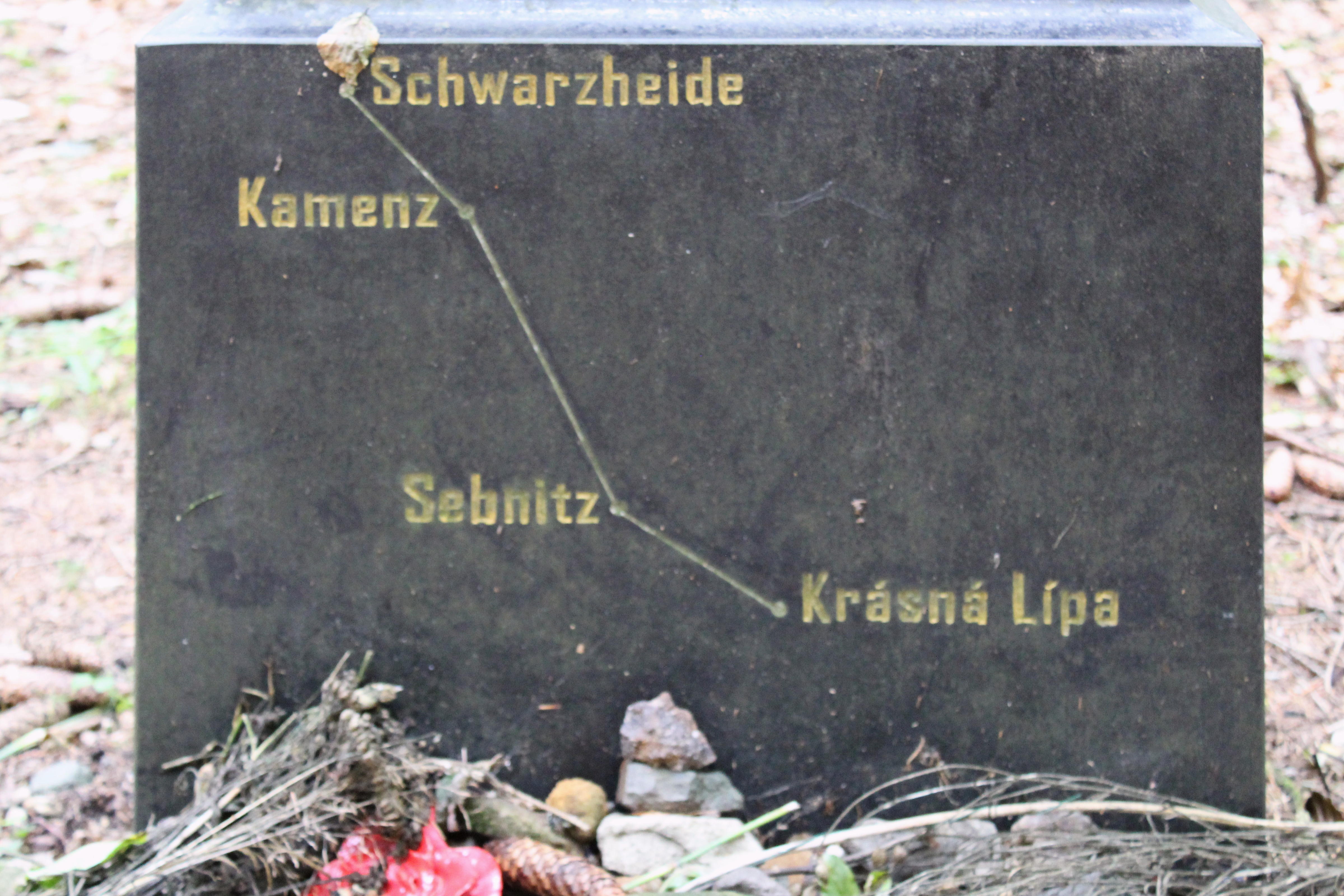
Trasa pochodu smrti na památníku v Temném dole

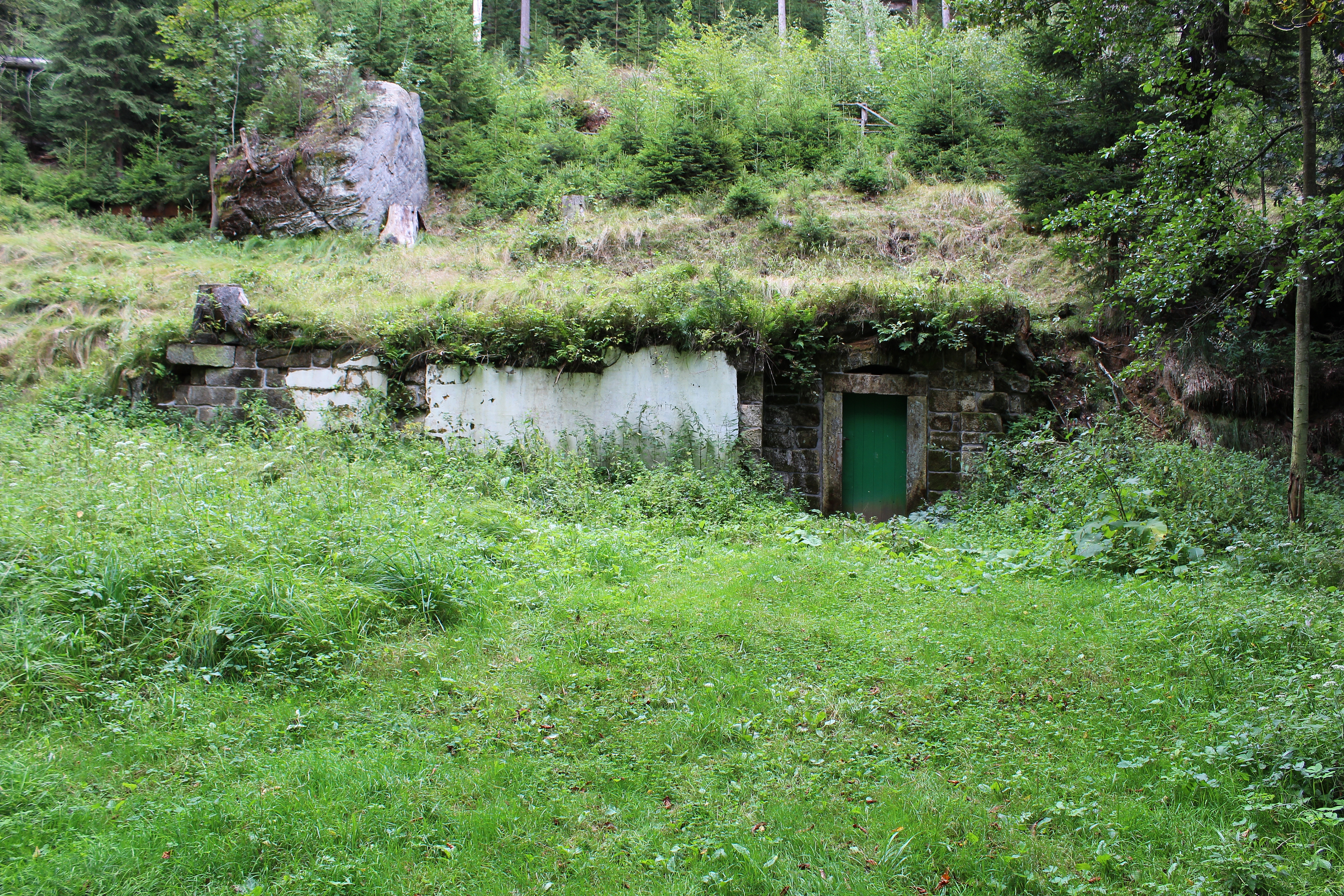
Pozůstatky domu v Zadní Doubici (2019)

V blízkém Temném dole se nachází památník, který je připomínkou vraždy osmi vězňů, většinou Židů, při pochodu smrti z koncentračního tábora ve Schwarzheide v roce 1945. Pochod patřil k jedněm z nejdelších – trval od 19. dubna a skončil 7. května v Terezíně. Vydalo se na něj asi 600 mužů, do cíle došla asi polovina, ostatní zahynuli vyčerpáním nebo byli zastřeleni.

## Obyvatelstvo
|           | 1869 | 1880 | 1890 | 1900 | 1910 | 1921 | 1930 | 1950 |
| --------- | ---- | ---- | ---- | ---- | ---- | ---- | ---- | ---- |
| Obyvatelé | 35   | 31   | 28   | 25   | 37   | 21   | 27   | .    |
| Domy      | 7    | 7    | 7    | 8    | 7    | 6    | 5    | 8    |

## Osobnosti
- Alois Folkmann (1850–1917), kameník a sochař